# Josep Tosar
Josep Tosar Vaquer, más conocido como Pep Tosar (Artá, Baleares, 1961) es un actor, director, productor y autor teatral español.

## Biografía
El 1984 se licenció en arte dramático por el Instituto del Teatro de la Diputación de Barcelona. Ha trabajado en numerosos montajes, con directores como José Sanchis Sinisterra (Fedra, 1984), Mario Gas (Ronda, 1987), Josep Montanyès (El manuscrito de Alí Bei), Rosa Novel Clausells (Vador, 1989), Rosa Novell (Maria Rosa, 1997), Xavier Albertí (Traición, 2002) o Xicu Masó (El Mestre y Margarita, 2003).
Junto con Lluís Massanet creó la compañía Teatre de Ciutat. Con esta compañía participa como actor en montajes tan destacados como Sa història des senyor Sömmer, dirigido por Xicu Masó (1993) y dirige, entre otros, La casa en obres, a partir de la vida y obra de Blai Bonet.
El 2003 participó en la serie Cuéntame cómo pasó de TVE dando vida a un profesor universitario contrario al régimen franquista durante la década de 1970.
En 2009 reabrió el Círculo Maldá de Barcelona, del cual  asume la gestión y dirección artística. Aquí ha presentado espectáculos como Esquena de ganivet (estrenado en 2004) y ha dirigido espectáculos de creación como Tots aquests dois, a partir de la vida de Guillem d'Efak (2011).
En 2010, en el Teatro Micalet de Valencia estrenó y dirigió la obra de teatro "Poseu-me les ulleres" en que describía la trayectoria vital del poeta valenciano Vicent Andrés Estellés. Posteriormente, en enero de 2011, la obra también fue representada en el Teatro Romea de Barcelona.
En septiembre de 2014 anunció que tiene la intención de abrir una sala de teatro en enero de 2015 en Barcelona.

## Filmografía

### Cine
| - Gaudí (1989) - El niño de la luna (1989) - Solitud (1991) - La fiebre del oro (1993) - Mal de amores (1993) - Aftermath (1994, cortometraje) - Un cos al bosc (1996) - A tres bandas (1997) - Dr. Curry (1997, cortometraje) - Frau Rettich, die Czerni und ich (1998) - Genesis (1998, cortometraje) - Els aucells de la piscina (1999, cortometraje) - Los sin nombre (1999) | - Una bella inquietud (2000, cortometraje) - Salvador (Puig Antich) (2006) - Fuerte Apache (2007) - A Mulher Morena (2008, cortometraje) - La mujer del anarquista (2008) - Flors negres (2009) - Sa història des senyor Sommer (2009) - Pan negro (2010) - Mientras duermes (2011) - Fènix 11:23 (2012) - L'Estrella (2013) - Lasa y Zabala (2014) |

### Televisión
| - El bon doctor (1987) - Titànic-92 (1989) - Maria Estuard (1991) - El joven Picasso (1993) - Poble Nou (1994) - Nissaga de poder (1996) - Sitges (1996) - Nova ficció (1997) - Estació d'enllaç (1997) - Dones d'aigua (1997) - Dues dones (1998) - Laberint d'ombres (1998-1999) - Andorra, entre el torb i la Gestapo (2000) - Majoria absoluta (2002) - Joc de mentides (2003) - RIS Científica (2007) - Hospital Central (2003-2008) | - UCO (2009) - Ull per ull (2010) - Crematorio (2011) - Gernika bajo las bombas (2012) - Salaó (2013) - Cannabis (2016) - La casa de papel (2017) - El Ministerio del Tiempo (2017) - Sé quién eres (2017) - Treufoc (2019) - Little Birds (2020) - La templanza (2021) - Der König von Palma (2022) - Sicília sense morts (2022) - El silencio (2023) - El cuerpo en llamas (2023) |

### Teatro
- Federico García (2015)